# Lalita Lajmi
Lalita Lajmi (Calcuta, 17 de octubre de 1932-Bombay, 13 de febrero de 2023) fue una pintora india activa desde principios de los años 1960.

## Biografía
Pertenece a una familia de artistas, su hermano Guru Dutt es cineasta, su hija Kalpana Lajmi es directora de cine, y es prima hermana de Shyam Benegal.
Estudió bellas artes en la Escuela de Arte Sir Jamsetjee Jeejebhoy de Bombay. Hizo un cameo en la película Taare Zameen Par.
Lajmi expuso internacionalmente en París, Londres y Países Bajos, y sus obras se encuentran en la colección de la Galería Nacional de Arte Moderno, el Museo Británico y el Museo CSMVS de Bombay.
Falleció el 13 de febrero de 2023 a los 90 años.